# Botildenborg Vandtårn
Botildenborg Vandtårn (svensk: Botildenborgs vattentorn) er et vandtårn beliggende i bydelen Rosengård i Malmø. Vandtårnet er et af Malmøs fire vandtårne i drift og byggedes i 1949 efter tegninger af stadsarkitekt Carl-Axel Stoltz. Vandtårnet er 27 meter højt, har en reservoirvolumen på 3.000 kubikmeter, og var oprindeligt tiltænkt også at fungere som udsigtstårn. Bygningen er opført på en svagt skrånende bakke og står derfor 31 m.o.h. Ved arkæologiske udgravninger i forbindelse med forarbejdet til vandtårnets opførelse fandtes gravpladser og bopladslevninger fra forhistorisk tid.